# Петер Суханський
Петер Суханський (словац. Peter Suchanský, 18 лютого 1897, Недлак — 2 червня 1979, Братислава) — словацький письменник-фантаст, автор пригодницьких творів, перекладач і журналіст. Вважається одним із засновників жанру пригодницької та науково-фантастичної літератури в Словаччині.

## Біографія
Петер Суханський народився у місті Недлак на території сучасної Румунії. Навчався у гімназії в Сегеді. Після здобуття середньої освіти навчався у Будапештському університеті, спочатку на медичному, пізніше на юридичному факультеті, проте навчання не закінчив. З 1920 року він зайнявся журналістською діяльністю, був редактором газети «Národný novíny» в місті Мартін. У цей же час він розпочинає літературну діяльність, у 1922 році вийшла його перша збірка оповідань «Сім-там і інші казки» (словац. Sem-tam a iné rozprávky), а в 1924 році він видав роман «Капітан Рибніков» (словац. Kapitán Rybnikov). У 1926 році Петер Суханський відбуває до Бразилії, під час поїздки він об'їхав майже цілу країну, одночасно працюючи на різних посадах. Ця подорож дала йому сюжет для кількох нових книг, у тому числі найвідомішого його науково-фантастичного роману «Золоте місто в пралісі» (словац. Zlaté mesto v pralesoch), сюжет якого заснований на легендах про Ельдорадо. У Бразилії словацький письменник започаткував пригодницькі твори «У Бразилії» (словац. V Brazílii), «За діамантами поміж див Бразилії» (словац. Za diamantami v divočinách Brazílie), «Загадкова країна в тропічних нетрях Бразилії» (словац. Záhadná krajina v tropickom vnútrozemí Brazílie), «Загадковий літак» (словац. Záhadné lietadlo), «Зелене пекло» (словац. Zelené peklo).
У 1930 році Петер Суханський повертається до Чехословаччини, де повертається до роботи в газеті «Národný novíny». З 1934 року він живе в місті Сениця, працює як професійний письменник. У 1938 році він стає редактором, а пізніше головним редактором Словацького інформаційного агентства. У 1944 році Петер Суханський бере участь у Словацькому національному повстанні, одночасно стає співзасновником газети «Čas» у Банській Бистриці. Після придушення повстання окупаційною німецькою владою ув'язнений у концтаборі Маутгаузен. Після закінчення Другої світової війни Петер Суханський у 1945 році знову працює у Словацькому інформаційному агентстві, проте після встановлення комуністичної влади в Чехословаччині він залишається без роботи, оскільки його творчість була визнана шкідливою для соціалістичної влади.
Окрім пригодницьких і фантастичних творів, Петер Суханський відомий також як перекладач літературних творів на словацьку мову, зокрема творів Александра Дюма та Олександра Купріна. Також Суханський є автором п'єси «Дружина двох братів» (словац. Žena dvoch bratov).

## Вибрана бібліографія
- Сім-там і інші казки (словац. Sem-tam a iné rozprávky, 1922)
- Капітан Рибніков (словац. Kapitán Rybnikov, 1924)
- У Бразилії (словац. V Brazílii, 1928)
- Загадкова країна в тропічних нетрях Бразилії (словац. Záhadná krajina v tropickom vnútrozemí Brazílie, 1928)
- За діамантами поміж див Бразилії (словац. Za diamantami v divočinách Brazílie, 1930)
- Загадковий літак (словац. Záhadné lietadlo, 1931)
- Золоте місто в пралісі (словац. Zlaté mesto v pralesoch, 1934)
- Зелене пекло (словац. Zelené peklo. 1946)